# Пфайффер, Эмили Джейн
Эмили Джейн Пфайффер (26 ноября 1827 — 23 января 1890, урождённая Дэвис) была валлийской поэтессой и филантропом. Она поддерживала женское избирательное право и высшее образование для женщин, а также выпускала феминистские стихи.
Пфайффер родилась в Монтгомеришире, но большую часть своей молодости провела в Оксфордшире. Она была внучкой банкира, но банк её дедушки закрылся в 1831 году. Семья не могла позволить себе дать ей школьное образование. В 1842 году она опубликовала свою первую книгу стихов. В 1850 году она вышла замуж за торговца чаем. Как поэтесса она была особенно известна своими сонетами.
Пфайффер унаследовала состояние своего мужа. Она использовала его для продвижения женского образования и создания приюта для девочек. Она помогла финансировать строительство Aberdare Hall, общежития для студенток.

## Ранние годы и образование
Эмили Джейн Дэвис родилась в Монтгомеришире 26 ноября 1827 года. Её детство и ранняя юность прошли среди сельских пейзажей Оксфордшира. Согласно Moulton, природа развила её воображение, действия матери — гуманность, которая характеризует её произведения, а от отца, обладавшего многими дарами и гениальными качествами, она унаследовала свои творческие наклонности. Эмили Дэвис жила далеко от любого города, и её обучение и чтение были бессистемными.
После финансового краха банка её деда в 1831 году семье не хватило ресурсов, чтобы отправить девочку в школу, но её отец, Томас Ричард Дэвис, поощрял её рисовать и писать стихи. В 1842 году она опубликовала свою первую книгу «Ветвь остролиста, альбом за 1843 год» (The holly branch, an album for 1843).

## Карьера
В 1850 году Эмили вышла замуж за Юргена Эдварда Пфайффера, торговца чаем. Незадолго до замужества она впала в состояние физической прострации, грозившее стать постоянным и отчасти продолжавшееся около десяти лет после этого события. В это время всякое умственное усилие, даже чтение, было запрещено. Когда, наконец, благодаря заботам мужа, она немного поправилась, стало ясно, что это долгое время, в течение которого она работала над своим выздоровлением, не только не было потеряно для неё, но и способствовало развитию её способностей.
Пфайффер была плодовитой писательницей, опубликовавшей несколько книг и сборников стихов. Памятник Джерарду (Gerard’s Monument, 1878 год) обеспечил Пфайффер место среди английских поэтов. Пфайффер стала активисткой, хотя и сдержанной, в области женских прав. Вместе с мужем она собрала вокруг себя круг выдающихся литературных и творческих друзей и быстро выпускала свои книги. Она писала с большой лёгкостью. Её стихи в основном формировались в её уме, прежде быть записанными на бумаге, а рукописи её прозаических произведений часто отправляли в печать лишь с небольшими исправлениями, такими, какими они были впервые записаны.
Книга, которая последовала за Gerard’s Monument, представляла собой сборник стихов, содержащий около 30 сонетов, которые сразу же закрепили за Эмили репутацию сонетчицы. Следующей книгой стала Glan Alark, а за ней была опубликована Quarterman’s Grace. Немногим более чем через год появилась Ender the Aspens, за которой вскоре последовали Songs and Sounds. В 1884 году Эмили выпустила The Rhyme of the Lady of the Rock. Между этими томами поэзии Пфайффер написала свою книгу «Женщины и работа» (Women and Work), различные эссе на эту и другие темы, опубликованные в «Современном обозрении» (Contemporary Review), а также «Летящие листья с Востока и Запада» (Flying Leaves from East and West). Произведением, принёсшим Пфайффер её наивысшую известность как поэтессе, стал том сонетов, вышедший в 1887 году.
Flowers of the night, сборник сонетов, опубликованный в 1889 году после смерти мужа, затрагивал темы горя и утешения, а также невыгодного правового положения женщин. Стихи были продуктом бессонных ночей из-за постоянного беспокойства.

## Личная жизнь
Прочитав книгу Чарльза Дарвина «Происхождение человека» (1871 год), Пфайффер написала ему, чтобы подвергнуть сомнению описание полового отбора; она не согласилась с идеей, что птицы обладают достаточной эстетической утончённостью, чтобы выбирать себе партнёров по красоте. Вместо этого Пфайффер считала вероятным, что птицы выбирают партнёров, которых они находят эстетически увлекательными или соблазнительными. Дарвин согласился с тем, что использование Пфайффер термина «увлечение» (fascination) подходит для описания механизма, посредством которого действует половой отбор.
Пфайффер оставила часть своего имущества племяннице и сёстрам, но основная часть, в соответствии с желанием мужа, оставившего ей все своё состояние, пошла на содействие женскому образованию и создание приюта для девочек. Детский дом был построен на их земле после смерти Эмили, но после судебного процесса против поместья собственность была разделена и продана в 1892 году, в том числе «Приют … кирпичный коттедж». Из основного наследства 2000 фунтов стерлингов были использованы для поддержки строительства Абердэр-холла, который сейчас является частью Кардиффского университета.